# هامبولت هیل (کالیفرنیا)
هامبولت هیل (به انگلیسی: Humboldt Hill) یک منطقهٔ مسکونی در ایالات متحده آمریکا است که در شهرستان هامبولت، کالیفرنیا واقع شده‌است. هامبولت هیل ۱۰٫۷۹۵ کیلومتر مربع مساحت و ۳٬۴۱۴ نفر جمعیت دارد و ۵۹ متر بالاتر از سطح دریا واقع شده‌است.